# John Jellicoe
Pour les articles homonymes, voir Jellicoe.
John Rushworth Jellicoe, né le 5 décembre 1859 à Southampton et mort le 20 novembre 1935 à Londres, est un célèbre amiral britannique de la Première Guerre mondiale et homme d'État.

## Biographie

### Origines et jeunesse
Jellicoe naît le 5 décembre 1859 dans une famille de classe moyenne de Southampton. Son père, capitaine dans la Royal Mail Steam Packet Company, passe par les grades de super-intendant et commodore avant de devenir l'un des dirigeants de la compagnie. John (que ses amis et sa famille appellent Jack), deuxième fils d'une fratrie de quatre, grandit dans un port très fréquenté. C'est ainsi que sans surprise, il rejoint le navire d'entraînement de la Royal Navy Britannia lors de l'été 1872. Il est âgé de 12 ans. Deux ans plus tard, il en sort midshipman, premier d'une promotion de trente-huit. Jellicoe entame alors son tour du monde de formation, à bord de navires à voile et à vapeur.

### Débuts dans laRoyal Navy
Le jeune Jellicoe, malgré sa petite taille (il atteindra les 1,67 m (5′ 6″)), se fait remarquer alors qu'il est lieutenant sur le Colossus (en) à quai à Spithead. Alors que le vent souffle et que la marée est forte, un marin tombe par-dessus bord et est entraîné par le courant. Jellicoe saute immédiatement à l'eau et, après avoir rejoint le naufragé, lui maintient la tête hors de l'eau le temps qu'un bateau vienne les repêcher. C'est vers cette période, en 1884, que Jellicoe noue des liens avec Jackie Fisher, alors qu'il fait partie de l'équipage du HMS Excellent, le navire d'entraînement à l'artillerie. Il partage en effet ses vues sur l'importance des canons de gros calibres, et sur la nécessité d'une artillerie efficace. Fisher sait alors manier le bâton et la carotte avec le jeune et brillant Jellicoe, afin d'éviter que des rumeurs de favoritisme ne se répandent. En septembre 1889, quand Fisher devient directeur de la Naval Ordnance, il engage comme assistant le jeune lieutenant Jellicoe, qui travaille à sa tâche d'arrache-pied.
En 1891, à 31 ans, il est promu commander, et rejoint la Mediterranean Fleet comme second à bord du cuirassé Victoria, navire amiral de l'amiral George Tryon. Par chance, il survit à cette affectation. En effet, l'après-midi du 22 juin 1893, Tryon commet une erreur qui envoie le Victoria percuter violemment le Camperdown. Jellicoe est alors cloué dans son lit avec 39,5 °C de fièvre, à cause de la dysenterie. Ressentant le choc, il se lève, met des vêtements et monte sur le pont surveiller la mise à l'eau des canots de sauvetage. Le navire coulant rapidement, il bascule par-dessus bord, avant d'être repêché. Il fait ainsi partie des 291 survivants sur 649 hommes. Promu captain, il est renvoyé en Angleterre.
En 1900, il participe aux opérations menées en Chine lors de la révolte des Boxers. En 1902, il épouse Florence Gwendoline Cazer avec laquelle il aura six enfants.
En 1911, il est nommé commandant en second de la Grand Fleet par le Premier Lord de l'Amirauté de l'époque, Winston Churchill.

### Première Guerre mondiale
Le 4 août 1914, il est nommé commandant en chef de la Grand Fleet. À ce poste il devient, selon le mot de Winston Churchill, « le seul homme ayant la possibilité de perdre la guerre en un après-midi ».
En 1916, à bord du HMS Iron Duke, il dirige les opérations lors de la bataille du Jutland. À la fin de cette même année, il quitte ce commandement pour devenir First Sea Lord, avec pour ultime devoir d'assurer le transport de convois. Ce qui implique qu'il mette un terme à la guerre sous-marine livrée par les Allemands. Mais la recrudescence des tonnages coulés par les U-Boote allemands le met en difficulté moralement : il pense que l'Angleterre est en train de perdre la guerre. Les U-Boots coulent en effet 874 000 tonnes de flotte en avril 1917, quand ils en coulaient 540 000 tonnes en février. Son successeur à la tête de la Grand Fleet sera David Beatty. Il sera opposé à ce dernier dans la controverse qui suivra la bataille du Jutland.
Il démissionne le 24 décembre 1917, sur un désaccord avec le gouvernement concernant le système des convois. Il est remplacé par Eric Geddes, nouveau Premier Lord de l'Amirauté. 
En 1918, il est titré vicomte de Scapa.

### Après la guerre
En 1919, le grade d'amiral lui est conféré. Nommé gouverneur général de Nouvelle-Zélande en 1920, il administre ce dominion jusqu'en 1924. Il reçoit ses titres de comte Jellicoe et vicomte Brocas en 1925.
Yachtman réputé, il crée la coupe Sanders et participe plusieurs fois à ses épreuves. Il écrit plusieurs ouvrages sur la Royal Navy, tels que The Grand Fleet, 1914-1916 (1919) ou The Crisis of the Naval War (1921).
Lord Jellicoe décède le 20 novembre 1935 dans sa maison de Kensington à Londres. À ses obsèques sera présent le grand amiral du Troisième Reich, Erich Raeder, l'un de ses adversaires au Jutland. Sa dépouille repose dans la cathédrale Saint-Paul, à Londres.